# Abdu Conté
Abdu Cadri Conté (Bissau, 24 marzo 1998) è un calciatore portoghese, difensore dello Young Boys in prestito dal Troyes.

## Caratteristiche tecniche
È un terzino sinistro.

## Carriera
È cresciuto nel settore giovanile dello Sporting Lisbona, con cui ha collezionato 31 incontri con la seconda squadra.
Trasferitosi al Moreirense nel 2019, ha esordito in Primeira Liga il 23 agosto disputando l'incontro pareggiato 0-0 contro il Vitória Setúbal.
Il 12 gennaio 2022 viene acquistato dal Troyes.

## Statistiche

### Presenze e reti nei club
Statistiche aggiornate al 14 aprile 2025.
| Stagione                  | Squadra                   | Campionato                | Campionato | Campionato | Coppe nazionali | Coppe nazionali | Coppe nazionali | Coppe continentali | Coppe continentali | Coppe continentali | Altre coppe | Altre coppe | Altre coppe | Totale | Totale | Totale |
| Stagione                  | Squadra                   | Comp                      | Pres       | Reti       | Comp            | Pres            | Reti            | Comp               | Pres               | Reti               | Comp        | Pres        | Reti        | Pres   | Reti   |        |
| ------------------------- | ------------------------- | ------------------------- | ---------- | ---------- | --------------- | --------------- | --------------- | ------------------ | ------------------ | ------------------ | ----------- | ----------- | ----------- | ------ | ------ | ------ |
| 2016-2017                 | Sporting Lisbona B        | LdH                       | 7          | 0          | -               | -               | -               | -                  | -                  | -                  | -           | -           | -           | 7      | 0      |        |
| 2017-2018                 | Sporting Lisbona B        | LdH                       | 24         | 0          | -               | -               | -               | -                  | -                  | -                  | -           | -           | -           | 24     | 0      |        |
| Totale Sporting Lisbona B | Totale Sporting Lisbona B | Totale Sporting Lisbona B | 31         | 0          |                 | -               | -               |                    | -                  | -                  |             | -           | -           | 31     | 0      |        |
| 2018-2019                 | Sporting Lisbona          | PL                        | 0          | 0          | CP+CdL          | 0+0             | 0               | UEL                | 0                  | 0                  | -           | -           | -           | 0      | 0      |        |
| 2019-2020                 | Moreirense                | PL                        | 23         | 0          | CP+CdL          | 1+0             | 0               | -                  | -                  | -                  | -           | -           | -           | 24     | 0      |        |
| 2020-2021                 | Moreirense                | PL                        | 22         | 0          | CP+CdL          | 1+0             | 0               | -                  | -                  | -                  | -           | -           | -           | 23     | 0      |        |
| 2021-gen.2022             | Moreirense                | PL                        | 16         | 0          | CP+CdL          | 3+1             | 0               | -                  | -                  | -                  | -           | -           | -           | 20     | 0      |        |
| Totale Moreirense         | Totale Moreirense         | Totale Moreirense         | 61         | 0          |                 | 6               | 0               |                    | -                  | -                  |             | -           | -           | 67     | 0      |        |
| gen.-giu 2022             | Troyes                    | L1                        | 17         | 0          | CF              | 0               | 0               | -                  | -                  | -                  | -           | -           | -           | 17     | 0      |        |
| 2022-2023                 | Troyes                    | L1                        | 19         | 1          | CF              | 0               | 0               | -                  | -                  | -                  | -           | -           | -           | 19     | 1      |        |
| 2023-2024                 | Troyes                    | L2                        | 22         | 0          |                 | -               | -               | -                  | -                  | -                  | -           | -           | -           | 22     | 0      |        |
| Totale Troyes             | Totale Troyes             | Totale Troyes             | 58         | 1          |                 | 0               | 0               |                    | -                  | -                  |             | -           | -           | 58     | 1      |        |
| 2024-2025                 | Young Boys                | SL                        | 12         | 0          | CS              | 3               | 0               | UCL                | 1                  | 0                  | -           | -           | -           | 16     | 0      |        |
| Totale carriera           | Totale carriera           | Totale carriera           | 166        | 1          |                 | 9               | 0               |                    | 1                  | 0                  |             | -           | -           | 172    | 1      |        |